# Глёэрсен, Андерс
А́ндерс Глёэрсен (норв. Anders Gløersen; род. 22 мая 1986, Осло) — норвежский лыжник, чемпион мира 2015 года, многократный победитель этапов Кубка мира. Специалист спринтерских гонок.

## Спортивная карьера
Глёэрсен дважды участвовал в чемпионатах мира 2011 и 2015 годов. На чемпионате мира 2011 года в Осло занял 13-е место в спринте свободным стилем. На чемпионате мира 2015 года в Фалуне Андерс Глёэрсен стал чемпионом в эстафете 4×10 км и завоевал бронзовую медаль в гонке на 15 км свободным стилем.
Участвовал в Олимпийских играх 2014 года в Сочи, где занял 4-е место в спринте.
В Кубке мира Глёэрсен дебютировал в 2007 году, в декабре того же года одержал первую победу на этапе Кубка мира. Всего имеет на своём счету 6 побед на этапах Кубка мира, 5 в личных гонках и 1 в командном спринте. Лучшим достижением Глёэрсена в общем итоговом зачёте Кубка мира является 21-е место в сезоне 2007/08, в том же сезоне он стал четвёртым в зачёте спринтерского Кубка мира.